# International Federation of Chemical, Energy, Mine and General Workers' Unions
L'International Federation of Chemical, Energy, Mine and General Workers' Unions (ICEM), in italiano Federazione Internazionale dei Sindacati dei Lavoratori della Chimica, dell'Energia, Minerari e delle Industrie Diverse, è una federazione sindacale internazionale. Al novembre 2007, l'ICEM rappresentava 467 sindacati industriali in 132 paesi, rivendicando la rappresentatività di oltre 20 milioni di lavoratori.
L'organizzazione rappresenta i lavoratori di un vastissimo specchio di settori industriali compresi: energia, miniere, chimica e biotecnologia, cartario, gomma, gemme e gioielleria, vetro, ceramica, cemento, servizi ambientali e altro.
Il quartiergenerale dell'ICEM è a Ginevra, Svizzera.

## Affiliati italiani
- FILCTEM (CGIL)
- FEMCA (CISL)
- UILCEM (UIL)